# جبر خطی
جبر خطی شاخه‌ای از ریاضیات است که به بررسی و مطالعهٔ ماتریسها، بردارها، فضاهای برداری (فضاهای خطی)، تبدیلات خطی و دستگاه‌های معادلات خطی می‌پردازد.

## کاربردها

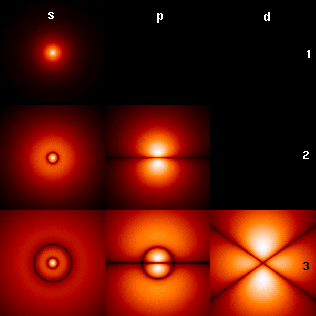
چند اوربیتال اتم هیدروژن اول؛ مقطع نشان دادن چگالی احتمال رنگی برای n = 1،2،3 و l = "s"،"p"،"d"؛ توجه داشته باشید: m = 0 تصویر اولین اوربیتال های اتم هیدروژن (تابع های ویژه انرژی) را نشان می دهد. اینها مقطعهایی از چگالی احتمال هستند که رنگی هستند (سیاه = چگالی صفر، سفید = بالاترین چگالی). عدد کوانتومی تکانه زاویه ای l در هر ستون با استفاده از کد حرف طیف سنجی معمول ("s" به معنی l = 0 نشان داده می شود. "p": l = 1؛ "d": l = 2). عدد کوانتومی اصلی n (= 1،2،3,...) در سمت راست هر ردیف مشخص شده است. برای همه تصاویر عدد کوانتومی مغناطیسی m روی 0 تنظیم شده است و صفحه مقطعی صفحه x-z است (z محور عمودی است). چگالی احتمال در فضای سه بعدی با چرخش یکی نشان داده شده در اینجا در اطراف محور z به دست می اورد. توجه داشته باشید شباهت قابل توجه این تصویر به نمودار از حالت های عادی جابجایی غشای فیلم صابون نوسان بر روی یک دیسک محدود شده توسط یک قاب سیم. به عنوان مثال، ارتعاشات و Waves، A.P. French، M.I.T. Introductory Physics Series، 1971، ISBN 0393099369، page 186، Fig. 6-13. همچنین حالت های ارتعاش طبیعی یک غشای دایره ای را ببینید.

جبر خطی و کارایی‌های فراوان آن در ریاضیات و محاسبات گسسته طیف گسترده و وسیعی را شامل می‌گردد. علاوه بر کاربردهای آن در زمینه‌هایی از خود ریاضیات همانند جبر مجرد، آنالیز تابعی، هندسه تحلیلی، و آنالیز عددی، جبر خطی استفاده‌های وسیعی نیز در فیزیک، مهندسی، علوم طبیعی، بیوانفورماتیک و علوم اجتماعی پیدا کرده‌است.
از کاربردهای جبر خطی می‌توان به اکتشاف نفت، برنامه‌ریزی خطی، مدارهای الکترونیکی، هوش مصنوعی، یادگیری ماشینی، پردازش سیگنال، مکاترونیک، رمزنگاری و ژنتیک اشاره کرد.

## مقدمه
آغاز نمودن مبحثی با اهمیت و همه‌جاگیری جبر خطی یکی از دشوارترین کارهاست، چرا که، با جهت‌گیری‌ها، تعبیرات، تعمیمات، و آینده‌بینی‌های زیادی روبرو می‌شویم. شاید یکی از انتخاب‌های مناسب این گونه باشد:
ماتریس و بردار زیر را در نظر می‌گیریم:
{\displaystyle M={\begin{bmatrix}1&2\\2&1\\\end{bmatrix}},v={\begin{bmatrix}2\\1\\\end{bmatrix}}}
با ضرب ماتریس و بردار داریم:
{\displaystyle Mv={\begin{bmatrix}1&2\\2&1\\\end{bmatrix}}{\begin{bmatrix}2\\1\\\end{bmatrix}}={\begin{bmatrix}4\\5\\\end{bmatrix}}=w}
نتیجهٔ فوق را می‌توان در ترازهای معنائی گوناگونی مورد دقت و بررسی قرار داد. برخی از ملاحظات این گونه است:
ماتریس {\displaystyle M} به عنوان عملگری بر روی بردار {\displaystyle v} عمل نموده و آن را به بردار {\displaystyle w} تبدیل کرده‌است. {\displaystyle M} می‌تواند ثابت انگاشته شده و دستگاهی ساده را نمایندگی کند، که در آن صورت، بردار {\displaystyle v} اطلاعات یا داده‌هایی را می‌نمایاند که به نوعی به سیستم داده شده‌است.
سیستم {\displaystyle M} درست مثل پردازش‌گری اطلاعات را به دانش تبدیل می‌کند. شاید یکی از روشن‌ترین مثال‌های کوتاه برای مفهوم فرایند تبدیل اطلاعات به دانش همین باشد.

## ویژه‌مقدار
مقالهٔ اصلی: ویژه‌مقدار
ویژه‌مقدار و ویژه‌بردار از جملهٔ پرکاربردترین و جوهریترین مؤلفه‌های ماتریس‌ها و عمل‌گرهای خطی می‌باشد. مفهوم و عملکرد این اشیاء ریاضی را باید از جنس تلخیص، فشرده‌سازی اطلاعات، و ساده و آسان حل کردن مسائل خطی دشوار نیست
.

## فضاهای برداری
مقالهٔ اصلی: فضاهای برداری
از آن‌جا که بسیاری از کمیت‌های فیزیکی مثل نیرو، سرعت و شتاب هم اندازه (بزرگی) دارند و هم راستا، آن‌ها را کمیتی برداری در نظر می‌گیرند.

## جبر خطی عددی
مقالهٔ اصلی: جبر خطی عددی